# De Beek (Halsteren)
De Beek is een wijk in Halsteren. De wijk is aangelegd rond 1962 in de polder tussen Landgoed De Beek en het centrum van Halsteren.
Er stonden twee scholen, de Springplank en de Sint-Jozefschool, waarvan de laatste in 2006 is afgebroken. De straatnamen in De Beek zijn veelal genoemd naar bekende componisten en naar notabelen.
De Beek is ook de naam van het Halsterse sportpark, dat naast de wijk ligt.